# Best Dreamin'
『Best Dreamin'』（ベスト・ドリーミン）は、かぐや姫の2枚組ベスト・アルバムである。
第50回NHK紅白歌合戦初出場の翌日に発売。2010年12月8日にBlu-spec CDで再発。
メンバー3人が選曲し、南こうせつの歌以外は同じ人の歌が連続にならないように工夫されている。

## 収録曲

### Disc 1
1. 神田川 作詞 喜多条忠/作曲 南こうせつ
2. 雪が降る日に 作詞 伊勢正三/作曲 南こうせつ
3. 置手紙 作詞・作曲 伊勢正三
4. おはようおやすみ日曜日 作詞 伊勢正三/作曲 山田つぐと
5. けれど生きている 作詞 山田つぐと/作曲 南こうせつ
6. 青春 作詞 伊勢正三/作曲 南こうせつ
7. アビーロードの街 作詞 伊勢正三/作曲 南こうせつ
8. 加茂の流れに (Live) 作詞・作曲 南こうせつ
9. 大きな片想い 作詞・作曲 南こうせつ
10. 君がよければ 作詞・作曲 山田つぐと
11. 好きだった人 作詞 伊勢正三/作曲 南こうせつ
12. 遙かなる想い 作詞 伊勢正三/作曲 南こうせつ
13. 突然さよなら 作詞・作曲 南こうせつ
14. 夏この頃 作詞 伊勢正三/作曲 山田つぐと
15. そんな人ちがい 作詞 伊勢正三/作曲 南こうせつ
16. 黄色い船 作詞・作曲 山田つぐと
17. 湘南 夏 作詞・作曲 伊勢正三
18. 僕の胸でおやすみ 作詞・作曲 山田つぐと
19. あの人の手紙 作詞 伊勢正三/作曲 南こうせつ
20. おもかげ色の空 作詞 伊勢正三/作曲 南こうせつ

### Disc 2
1. 22才の別れ 作詞・作曲 伊勢正三
2. 妹 作詞 喜多条忠/作曲 南こうせつ
3. 赤い花束 作詞・作曲 山田つぐと
4. うちのお父さん 作詞・作曲 南こうせつ
5. 星降る夜 作詞・作曲 南こうせつ
6. 眼をとじて 作詞・作曲 山田つぐと
7. 幸福のメニュー 作詞 伊勢正三/作曲 南こうせつ
8. この秋に 作詞 喜多条忠/作曲 南こうせつ
9. きらいなはずだった冬に 作詞・作曲 伊勢正三
10. あの日のこと 作詞・作曲 山田つぐと
11. 雨に消えたほゝえみ 作詞 喜多条忠/作曲 南こうせつ
12. 赤ちょうちん 作詞 喜多条忠/作曲 南こうせつ
13. 僕は何をやってもだめな男です 作詞 伊勢正三/作曲 吉田拓郎（表記は作詞 伊勢正三/作曲 南こうせつ）
14. センセーショナルバンド 作詞 山田つぐと/作曲 南こうせつ
15. ペテン師 (Live) 作詞 喜多条 忠/作曲 伊勢正三
16. こもれ陽 作詞・作曲 山田つぐと
17. ひとりきり 作詞・作曲 南こうせつ
18. なごり雪 作詞・作曲 伊勢正三
19. マキシーのために 作詞 喜多条忠/作曲 南こうせつ
20. おまえが大きくなった時 作詞・作曲 南こうせつ